# Scherzo fantasie
Scherzo fantasie is een compositie van William Bolcom. Hij schreef het werk voor blaaskwintet met piano. Het is een lichtvoetig werk, waarbij de stijl klassieke muziek van de 20e eeuw is, vermengd met (hier) ragtime-invloeden. Het werk is geschreven in Aspen en Bolcom had lessen gevolgd bij Darius Milhaud. Deze Franse componist mengde ook klassieke muziek met andere stijlen.
Bolcom zou later een van de bekendere Amerikaanse componisten worden, die regelmatig opdrachten kreeg tot nieuw werk. Zover was het in 1958 nog niet. Dit werk werd ten tijde van voltooiing opgeborgen in de map "Niet uitgegeven werk".
Het werk werd door het Detroit Chamber Winds & Strings vastgelegd in 1994 voor een uitgave Koch International in 2000. Dit platenlabel stopte een paar jaar later, waarmee deze enige opname uit zicht verdween. In 2014 is nog geen nieuwe opname beschikbaar.
William Bolcom was zelf pianist tijdens de première in 1958 in de concertzaal van de Universiteit van Washington te Seattle.